# Studs Terkel
Louis "Studs" Terkel (Nova Iorque, 16 de maio de 1912 – Chicago, 31 de outubro de 2008) foi um escritor estadunidense, historiador e radialista de Chicago. Terkel foi um dos grandes nome influentes nos cantores da década de 50, uma delas foi Mahalia Jackson, cantora gospel a qual Terkel ajudou bastante para que Mahalia conseguisse entrar na CBS Records.
Recebeu o Prémio Pulitzer de Não Ficção Geral de 1985 por The Good War: An Oral History of World War Two.

## Inicio
Terkel nasceu de imigrantes judeus russos, Samuel Terkel, um alfaiate, e Anna (Annie) Finkel, uma costureira, na cidade de Nova York. Aos oito anos, ele mudou sua família para Chicago, Illinois, onde passou a maior parte de sua vida. Ele tinha dois irmãos, Ben (1907–1965) e Meyer (1905–1958). Ele frequentou a McKinley High School.
De 1926 a 1936, seus pais administraram uma pensão que também servia como ponto de encontro para pessoas de todas as esferas da vida. Terkel credita sua compreensão da humanidade e da interação social aos inquéritos e visitantes que se reúnem no saguão de lá e às pessoas que se reúnem na vizinha Bughouse Square. Em 1939, ele se casou com Ida Goldberg (1912–1999) e o casal teve um filho. Embora ele tenha recebido seu diploma de graduação em 1932, e um diploma de JD da Universidade de Chicago em 1934 (e foi admitido na Ordem dos Advogados de Illinois no ano seguinte), selecione em vez de praticar uma lei, ele queria ser um concierge em um hotel , e ele logo se juntou a um grupo de teatro.

## Carreira
Na política de esquerda, Terkel juntou-se ao Projeto Federal de Escritores da Administração de Progresso da Works, trabalhando no rádio, fazendo o trabalho que variou de exibir novas produções e anunciando notícias e esportes, exibindo mostras de gravação de música e scripts de rádio e solicita. Seu conhecido programa de rádio, intitulado The Studs Terkel Program, foi lançado em 98,7 WFMT Chicago entre 1952 e 1997. O programa de uma hora foi transmitido todos os dias da semana durante esses dias e cinco anos. Nesse programa, ele entrevistou convidados tão diversos quanto Martin Luther King, Leonard Bernstein, Mort Sahl, Bob Dylan, Alexander Frey, Dorothy Parker, Tennessee Williams, Jean Shepherd, Frank Zappa e Big Bill Broonzy.
No final dos anos 1940 e início dos anos 1950, Terkel também foi personagem central de Studs 'Place, um drama de televisão improvisado sobre o membro de uma gorduroso-colher jantar em Chicago através do qual muitas pessoas famosas e personagens famosas atualmente. Este programa, combinado com o Zoo Parade de Marlin Perkins, Garroway at Large e o programa infantil Kukla, Fran e Ollie, são amplamente amostrados exemplos musicais da Escola de Televisão de Chicago.
Terkel publicou seu primeiro livro, Giants of Jazz, em 1956. Ele seguiu em 1967 com sua primeira coleção de histórias orais, Division Street America, com 70 pessoas falando sobre o efeito no espírito humano de viver em uma metrópole americana.
Ele também serviu como um destacado estudo em residência no Museu de História de Chicago. Ele apareceu no filme Eight Men Out, baseado no escândalo de Black Sox, sem interpretar o repórter de jornal Hugh Fullerton, que tenta descobrir os planos dos jogadores do White Sox de lançar uma World Series de 1919. Terkel achou particularmente divertido usar esse papel, pois era um grande fã do Chicago White Sox (além de críticas vocais ao beisebol da liga principal durante um ano de beisebol de 1994) e fez um emocionante discurso de congratulações à organização White Sox. após o campeonato da World Series de 2005 durante uma entrevista na televisão.
Terkel recebeu seu apelido enquanto atuava em uma peça com outra pessoa chamada Louis. Para manter dois pedidos, o diretor de produção deu a Terkel o apelido de Studs, em homenagem ao personagem fictício de quem Terkel estava lendo na época - Studs Lonigan, da trilogia de James T. Farrell.
Terkel foi aclamado por seus esforços para preservar a história oral americana. Seu livro de 1985 "A Boa Guerra": Uma História Oral da Segunda Guerra Mundial, que detalha os relatos de pessoas comuns sobre o envolvimento do país na Segunda Guerra Mundial, ganhou o Prêmio Pulitzer. Em tempos difíceis: Uma história oral da depressão, Terkel reúne lembranças da Grande Depressão que abrangeram o espectro socioeconômico, de Okies, através de prisioneiros, para ricos. Seu livro de 1974, Working, no qual as pessoas falam sobre o que fazem ou como fazem sobre o que fazem, também foi muito elogiado.Trabalhar foi transformado em um show da Broadway de curta duração com o mesmo título em 1978 e foi transmitido pela PBS em 1982. Em 1995, ele recebeu o Museu de História de Chicago "Making History Award" por Distinção em Jornalismo e Comunicação. Em 1997, Terkel foi membro da Academia Americana de Artes e Letras. Ainda em 1997 participou do documentário Mahalia Jackson: The Power and The Glory sobre a cantora gospel Mahalia Jackson. Dois anos depois, ele recebeu o Prêmio George Polk Career em 1999.

## Vida posterior
Em 2004, Terkel recebeu o Prêmio Elijah Parish Lovejoy, além de um título honorário do Doutor em Direito pelo Colby College. Em agosto de 2005, um Terkel foi submetido a uma cirurgia cardíaca de sucesso. Aos 93 anos, era uma das pessoas mais velhas a submeter essa forma de cirurgia e os médicos relacionados à sua recuperação e notável por alguém com essa idade avançada. Terkel fumava dois charutos por dia até 2004.
Em 22 de maio de 2006, Terkel, incluiu outros autores, incluindo Quentin Young, entrou em uma ação no tribunal federal contra a AT&T Inc., para impedir que a operadora de telecomunicações envia registros telefônicos de clientes para a Agência de Segurança Nacional sem Ordem judicial.
Tendo sido impedido de trabalhar na televisão durante uma era McCarthy, o governo ou o governo de usar empresas privadas para invadir a vida de americanos inocentes. Quando o governo usa as empresas de telefonia para criar bancos de dados de todos os nossos telefones, isso foi demais.
O processo foi julgado improcedente pelo juiz Matthew F. Kennelly em 26 de julho de 2006. O juiz Kennelly citou um "privilégio de segredos de estado" destinado a proteger a segurança nacional de ser prejudicada por ações judiciais.
Em uma entrevista no The Guardian, comemorando seu 95º aniversário, Terkel discutiu seu próprio "gosto diverso e idiossincrático na música, de Bob Dylan a Alexander Frey, Louis Armstrong a Woody Guthrie".
Terkel publicou um novo livro de memórias pessoais intitulado Touch and Go no outono de 2007.
Terkel foi um auto-descrito agnóstico, que, brincando, definiu como "um ateu covarde" durante uma entrevista de 2004, com Krista Tippett em Falando de Fé, da American Media Público.
Uma das suas últimas entrevistas foi para o documentário Soul of a People no Smithsonian Channel. Ele falou sobre sua participação no Works Progress Administration.
Em sua última aparição pública, em 2007, Terkel disse que "ainda estava em contato, mas pronto para ir". Ele deu uma das últimas entrevistas no programa BBC Hardtalk em 4 de fevereiro de 2008. Ele falou da primeira escolha de Barack Obama como presidente dos Estados Unidos e oferece alguns conselhos em outubro de 2008.
Terkel morreu em sua casa em Chicago na sexta-feira, 31 de outubro de 2008, aos 96 anos. Ele sofria uma vez em sua casa no início desse mês.

## Legado em gravações e áudio
Em 1998, o Terkel e o WFMT, uma estação de rádio que transmite ou programa de longa duração do Terkel, fizeram aproximadamente 7.000 gravações de entrevistas e transmissões de Terkel no Museu de História de Chicago.
Em 2010, o Museu e a Biblioteca do Congresso anunciaram uma colaboração conjunta plurianual para preservar e disponibilizar digitalmente em ambientes como instituições que gravam, que a Biblioteca do Congresso gravou "uma história extraordinariamente rica em idéias e estatísticas e pessoas afetadas pela segunda vez. metade do século XX ". "Para Studs, não havia voz que não devesse ser ouvida, uma história que não poderia ser contada", disse Gary T. Johnson, presidente do Museu. "Ele acreditava que todos tinham o direito de serem ouvidos e tinham algo importante a dizer. Ele estava lá para ouvir, narrar e garantir que suas histórias foram lembradas".
Em 2014, o WFMT e o Museu de História de Chicago anunciaram a criação do site Studsterkel.org (veja studsterkel.wfmt.com), que abriram todo o arquivo de entrevistas de Studs Terkel.
Em 5 de setembro de 2019, o podcast The Radio Diaries, produzido pela Radiotopia no PRX, lançou um episódio chamado "The Working Tapes of Studs Terkel". Nele, como entrevistas gravadas de Terkel com os trabalhadores são reproduzidas e examinadas.

## Prêmios e Honrarias
Em 1982, Terkel recebeu um doutorado em Letras Humanas pela Universidade de Illinois em Chicago.
Em 1985, Terkel recebeu o Prêmio Pulitzer de Não Ficção Geral por seu livro A Boa Guerra.
O presidente Clinton concedeu a Terkel à Medalha Nacional de Humanidades em 1997.
A National Book Foundation concedeu à Terkel a Medalha de 1997 por Contribuição Distinta às Letras Americanas.
Em 2001, Terkel foi introduzido no Hall da fama de gays e lésbicas de Chicago como amigo da comunidade.
Em 2004, Terkel foi nomeado Laureado pela Academia Lincoln de Illinois e estreou na Ordem de Lincoln (maior honra do Estado) pelo Governador de Illinois na área de Comunicações.
Em 2006, Terkel recebeu o Lifetime Achievement Award do Dayton Literary Peace Prize, o primeiro e único prêmio anual de literatura dos EUA que reconhece o poder da palavra escrita para promover a paz.
Em 2010, Terkel foi introduzido no Hall da Fama Literário de Chicago.
Terkel recebeu um prêmio de carreira de George Polk e o prêmio Ivan Achr Lifetime Achievement do National Book Critics Circle 2003.
Terkel, apesar de não ser negro, foi introduzido no Hall da Fama dos Escritores Negros por insistência de Haki Madhubuti.

## Principais obras
- Giants of Jazz (1957). ISBN 1-56584-769-5
- Division Street: America (1967) ISBN 0-394-42267-8
- Hard Times: An Oral History of the Great Depression (1970) ISBN 0-394-42774-2
- Working: People Talk About What They Do All Day and How They Feel About What They Do (1974). ISBN 0394478843
- Talking to Myself: A Memoir of My Times (1977) ISBN 0-394-41102-1
- American Dreams: Lost and Found (1983)
- The Good War (1984) ISBN 0-394-53103-5
- Chicago (1986) ISBN 5-551-54568-7
- The Great Divide: Second Thoughts on the American Dream (1988) ISBN 0-394-57053-7
- Race: What Blacks and Whites Think and Feel About the American Obsession (1992). ISBN 978-1-56584-000-3
- Coming of Age: The Story of Our Century by Those Who’ve Lived It (1995) ISBN 1-56584-284-7
- My American Century (1997) ISBN 1-59558-177-4
- The Spectator: Talk About Movies and Plays With Those Who Make Them (1999) ISBN 1-56584-633-8
- Will the Circle Be Unbroken: Reflections on Death, Rebirth and Hunger for a Faith (2001) ISBN 0-641-75937-1
- Hope Dies Last: Keeping the Faith in Difficult Times (2003) ISBN 1-56584-837-3
- And They All Sang: Adventures of an Eclectic Disc Jockey (2005) ISBN 1-59558-003-4
- Touch and Go (2007) ISBN 1-59558-043-3
- P.S. Further Thoughts From a Lifetime of Listening (2008) ISBN 1-59558-423-4
- “The Good War”: An Oral History of World War Two, New York, 1984, p. 535.